# Oroville East
Oroville East is een plaats in Butte County in Californië in de VS. Het ligt aan het stuwmeer Lake Oroville.

## Geografie
De totale oppervlakte bedraagt 61,7 km² (23,8 mijl²) waarvan 53,6 km² (20,7 mijl²) land is en 8,2 km² (3,2 mijl²) of 13.22% water is.

## Demografie
Volgens de census van 2000 bedroeg de bevolkingsdichtheid 162,0/km² (419,6/mijl²) en bedroeg het totale bevolkingsaantal 8680 dat bestond uit:
- 90,65% blanken
- 0,66% zwarten of Afrikaanse Amerikanen
- 3,19% inheemse Amerikanen
- 0,92% Aziaten
- 0,18% mensen afkomstig van eilanden in de Grote Oceaan
- 1,39% andere
- 3,01% twee of meer rassen
- 4,56% Spaans of Latino

Er waren 3709 gezinnen en 2618 families in Oroville East. De gemiddelde gezinsgrootte bedroeg 2,34.

## Plaatsen in de nabije omgeving
De onderstaande figuur toont nabijgelegen plaatsen in een straal van 24 km rond Oroville East.